# Commandant Bouan
Pour les articles homonymes, voir Bouan.
Le Commandant Bouan est un aviso de type A69 classe d'Estienne d'Orves de la Marine nationale française  qui est qualifié de patrouilleur de haute-mer (PHM) en 2018. Son indicatif visuel est le F797. Sa ville marraine est Port-la-Nouvelle depuis décembre 2023.

## Missions
La vocation principale de l'aviso était la lutte anti-sous-marine en zone côtière. Désormais ce sont la surveillance et la défense des côtes françaises (y compris en outre-mer), la participation à des embargos, l'entraînement opérationnel des sous-marins, la défense et la sauvegarde des approches maritimes ainsi que des missions de service public — sauvetage, police des pêches, etc. — qui occupent l'aviso.
Il a participé à la Mission Corymbe, un dispositif naval visant à assurer la présence permanente d'un bâtiment dans le Golfe de Guinée et au large des côtes d'Afrique de l'Ouest.
Pendant la guerre d'Afghanistan, il a été commandé par le capitaine de frégate Christine Allain, l'une des deux femmes commandantes de la Marine nationale.
En Juin 2021, il participe à des missions anti-piraterie dans le golfe de Guinée au large du Nigéria.
Le 14 mars 2024, le Commandant Bouan arraisonne un navire de pêche battant pavillon brésilien dans le Golfe de Guinée. Au cours de cette mission, le navire français a intercepté 10 693 kilos de cocaïne dont la valeur est estimée à 695 millions d'euros. Il s'agit de la plus importante saisie de drogue jamais réalisée par la Marine nationale.